# Yarelys Barrios
Yarelys Barrios Castañeda, kubanska atletinja, * 12. julij 1983, Pinar del Río, Kuba.
Nastopila je na poletnih olimpijskih igrah v letih 2008 in 2012, leta 2008 je osvojila srebrno medaljo v metu diska, leta 2012 pa bronasto. Leta 2016 ji je bila srebrna medalja odvzeta zaradi dopinga. Na svetovnih prvenstvih je dosegla srebrni medalji v letih 2007 in 2009 ter bronasti medalji v letih 2011 in 2013.